# Vierset
Vierset is een dorp in de Belgische provincie Luik. Samen met Barse vormt het Vierset-Barse, een deelgemeente van Modave.

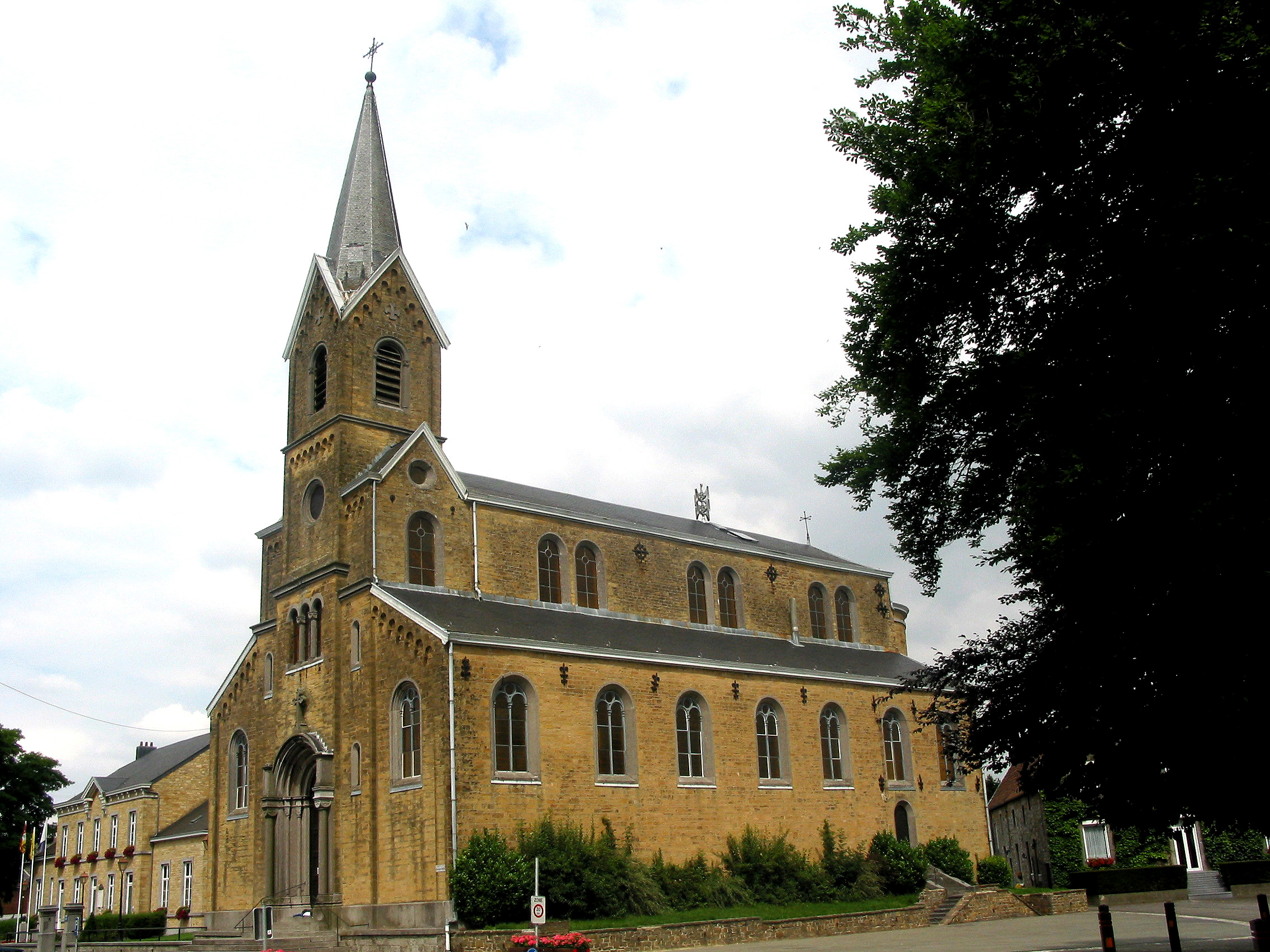
Église Saint-Martin

## Geschiedenis
Op het eind van het ancien régime werd Vierset een gemeente. Ten westen lag de gemeente Barse, waarmee het ook kerkelijk verbonden was. Barse was slechts een kleine gemeente zonder dorpskern en in 1822 werden beide gemeenten samengevoegd in de nieuwe gemeente Vierset-Barse.

## Bezienswaardigheden
- De Sint-Martinuskerk (église Saint-Martin)

Deelgemeenten: Modave · Outrelouxhe · Strée · Vierset-Barse

Overige dorpen en gehuchten: Barse · Les Communes de Strée · Les Gottes · Limet · Linchet · Petit-Modave · Pont-de-Bonne · Rawsa · Romont · Saint-Jean-Sart · Vierset

Belgische gemeenten · arrondissement Hoei · provincie Luik · Wallonië